# Milan Babić

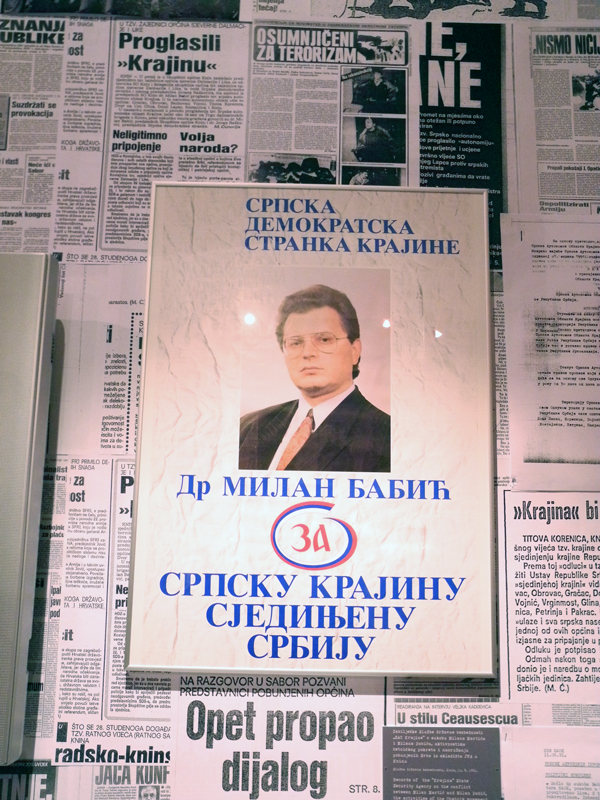
Milan Babić

Milan Babić (Servisch: Милан Бабић), (Kukar bij Sinj, Kroatië, 26 februari, 1956 - Den Haag, 5 maart 2006) was een Kroatisch Servisch politicus. Hij was van 1991 tot 1995 de leider van de niet-erkende Republiek van Servisch Krajina, die niet door het Kroatische Tuđman-bewind in Zagreb wilde worden geregeerd. Babić was de eerste verdachte die schuld erkende bij het Joegoslavië-tribunaal, bij de zaken die gingen over de misdaden gepleegd in Kroatië.
Babić was aanvankelijk tandarts en was lid van de Kroatische communistische partij. In 1989 werd hij een van de medisch directeuren van het medisch centrum in Knin, een stad in het zuidwesten van Kroatië die voornamelijk door Serviërs werd bewoond. Na het uiteenvallen van Joegoslavië in 1990 ging hij als etnische Serviër de kant op van het Servische nationalisme. Hij werd bij de oprichting op 17 februari 1990 lid van de Servische Democratische Partij. Kort daarna werd hij gekozen tot burgemeester van Knin. Na de dood van Jovan Rašković was hij van 1992 tot 1994 partijvoorzitter.

## Etnische zuiveringen
Nadat de Kroatische regering een referendum over Servische onafhankelijkheid in de Krajina onwettig had verklaard, kondigde Babić bewind op 21 december 1990 het instellen van het Onafhankelijk Servisch District (Srpska autonomna oblast of SAO) aan. Op 1 april 1991 verklaarde de SAO dat het zich bij Servië wilde aansluiten. Babić werd op 30 april gekozen tot president van de Uitvoerende Raad van de SAO en vervolgens werd hij door de Vergadering van Serviërs in de Krajina tot minister van Binnenlandse Zaken en van Defensie gekozen.
Hij richtte een militie op, stelde wegblokkades in en sneed de kustregio Dalmatië in feite af van de rest van Kroatië. Er braken gevechten uit met Kroatische veiligheidstroepen, waarbij aan beide kanten tientallen doden vielen. Vanaf augustus 1991 was Babić betrokken bij etnische zuiveringen, waarbij uit een derde van Kroatië de niet-Servische bevolking werd verdreven of vermoord. Tussen augustus en december werden naar schatting 80 duizend Kroaten en moslims uitgewezen of omgebracht.
In november probeerde de internationale gemeenschap een eind te maken aan het conflict door een vredesplan dat door de speciale VN-gezant Cyrus Vance werd voorgesteld. De Krajina zou worden gedemilitariseerd en zou door een VN-vredesmissie worden beschermd. Babić was hier fel op tegen. Hij wijzigde de naam van de SAO in Republiek van Servisch Krajina (RSK) en riep de Vergadering van Serviërs in de Krajina op om het plan te verwerpen. Slobodan Milošević schoof daarop Babić aan de kant en drukte het plan van Vance door omdat hij het Nationale leger van Joegoslavië nodig had voor de oorlog in Bosnië. Op 26 februari 1992 liet hij Babić vervangen door Goran Hadžić. Babić bleef minister van Buitenlandse Zaken van RSK.
Na de ineenstorting van het Bosnisch Servische leger in juli 1995 werd Babić premier van de RSK, maar hij bleef slechts enkele weken in functie. In augustus begon de Kroatische regering Operatie Storm om de Krajina te heroveren (met uitzondering van een kleine strook in het oosten van Slavonië die tot 1998 Servisch zou blijven). Babić vluchtte naar Servië met alle leiders van Servische Krajina en 200.000 Servische vluchtelingen (het grootste deel van de Servische bevolking in de Krajina). Hij zou zich hebben teruggetrokken op een kippenboerderij in Vojvodina.

## Proces en zelfmoord
In december 2002 getuigde Babić voor het Joegoslavië-tribunaal dat Milošević persoonlijk betrokken was geweest bij het conflict in Kroatië. Op 6 november 2003 werd hij echter door hoofdaanklaagster Carla Del Ponte zelf op vijf punten aangeklaagd. Nadat hij op 27 januari 2004 schuld erkende aan een van die punten, lieten de aanklagers de overige aanklachten vallen. Waarschijnlijk was dit een tussen Babić en de aanklagers overeengekomen ruil. In een openbare verklaring betuigde Babić schaamte en spijt en vroeg hij zijn "Kroatische broeders om hun Servische broeders te vergeven".
Babić werd in juni 2004 tot dertien jaar gevangenisstraf veroordeeld, hoewel de aanklagers 11 jaar hadden geëist. Dat hij was aangebleven en de vervolgingen in aanzienlijke mate had gesteund rekende het hof hem zwaar aan. Anderzijds prees het hof Babić omdat hij zich vrijwillig had overgegeven en schuld had erkend. In 2005 werd het vonnis in hoger beroep bevestigd. Babić zat zijn straf uit op een locatie die geheim werd gehouden, een omstandigheid die zich niet eerder had voorgedaan. Dit voedde speculaties dat hij een voorkeursbehandeling onderging in ruil voor zijn getuigenissen tegen andere gedaagden. De officiële verklaring was dat de detentielocatie geheim moest worden gehouden om Babić te beschermen tegen de personen tegen wie hij had getuigd.
Op 5 maart 2006 werd Babić om 18:30 dood aangetroffen in zijn cel in de gevangenis van Scheveningen, die elk halfuur werd gecontroleerd. Als officiële doodsoorzaak werd zelfmoord opgegeven. Geruchten dat Babić zich had opgehangen werden officieel niet bevestigd. Babić was naar Scheveningen overgebracht omdat hij de volgende dag voor het Joegoslavië-tribunaal in Den Haag zou getuigen tegen Milan Martić, zijn opvolger als president van de RSK. Hij is op 21 maart 2006 in Belgrado begraven.
Babić was voor het Joegoslavië-tribunaal een belangrijke getuige. Zijn getuigenis was voor de aanklagers van groot belang om  hun opvatting te onderbouwen dat Milošević de belangrijkste kracht was in wat zij beschouwden als een criminele organisatie in Kroatië. Babić verklaarde zich als insider bereid om te getuigen tegen Momčilo Krajišnik, Vojislav Šešelj, Jovica Stanišić, Frank Simatović en Goran Hadžić. Zijn gezin (echtgenote Dusanka, zijn zoon Stefan en dochter Jelena) werd daarop bedreigd en moest onderduiken.